# 火薬庫
火薬庫（かやくこ）は、火薬類を貯蔵する建物である。

## 概要
火薬庫では火薬類を安全に貯蔵するため、火薬庫の性能によって貯蔵量が定められている。
火薬類の万一の発火又は爆発による影響から保護するため、周囲に防火帯、周囲の保安物件に対する保安距離等が必要である。

## 日本における火薬庫

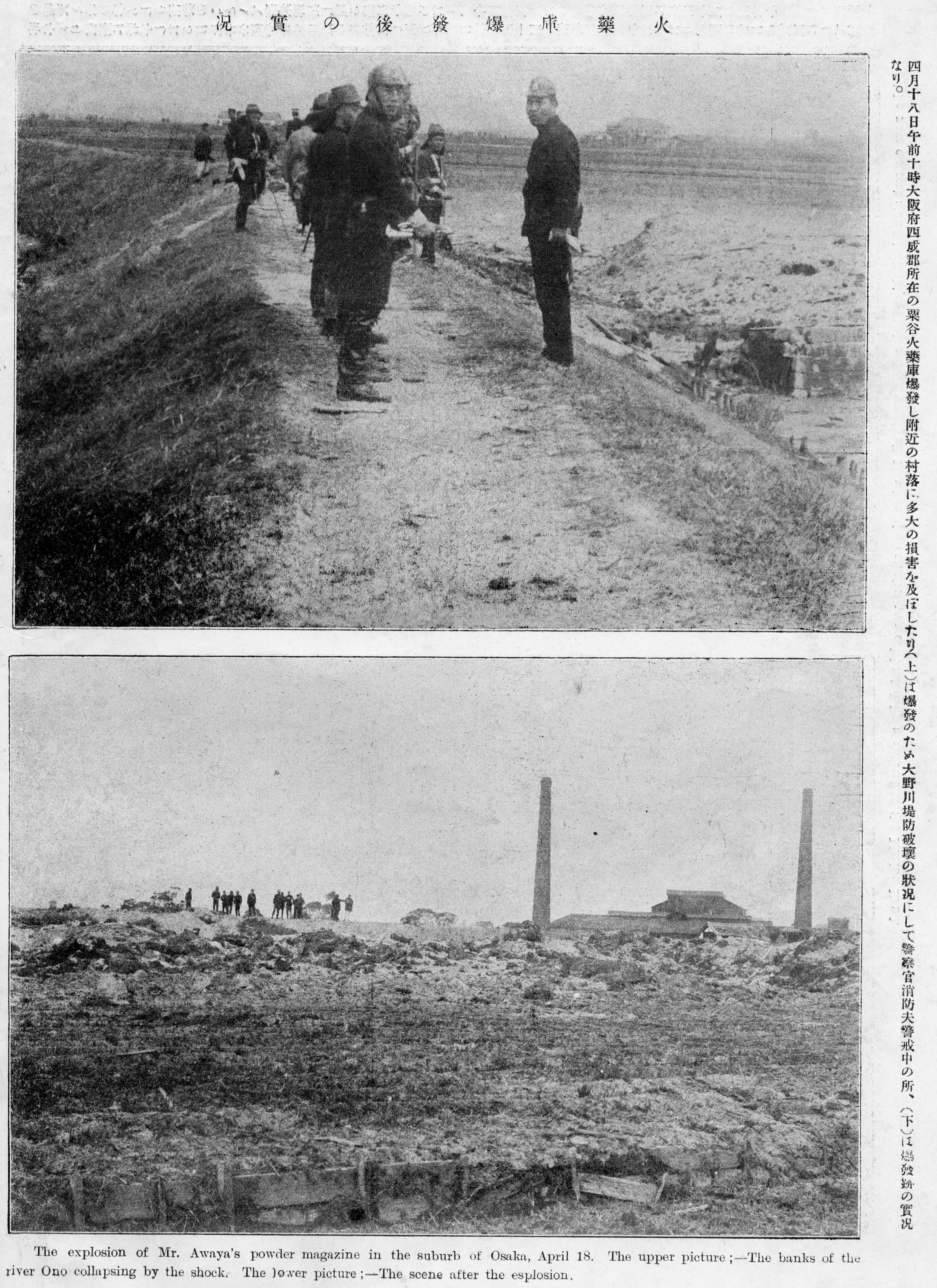
大阪府西成郡粟谷火薬庫爆破跡
1906年5月1日発行「近事画報」87号より

江戸時代までは煙硝蔵、焔硝蔵（えんしょうぐら）と呼ばれていた。21世紀の現在においては火薬類取締法第12条で規定されている。
設置する場合には、都道府県知事の許可が必要である。
火薬類の貯蔵は、火薬庫においてしなければならないと定められているが、火薬類取締法施行規則第15条で定める数量以下の火薬類を貯蔵する場合には、例外として庫外貯蔵場所による貯蔵も認められている。
事故発生の危険を抑制するため、貯蔵できる火薬類の種類、数量、方法、保安距離および盗難防止のための措置についての基準が定められている。
火薬庫には、火薬類保安責任者を選任しなければならない。

### 火薬庫の種類
- 1級火薬庫
  - 地上式1級火薬庫
  - 地上覆土式1級火薬庫
  - 地中式1級火薬庫
- 2級火薬庫
  - 地上式2級火薬庫
  - 地中式2級火薬庫
- 3級火薬庫
  - 地上式3級火薬庫
  - 地中式3級火薬庫
- 水蓄火薬庫
  - ピット式水蓄火薬庫
  - 横穴式水蓄火薬庫
- 実包火薬庫
- 煙火火薬庫
- がん具煙火貯蔵庫
- 導火線庫

## 比喩としての「火薬庫」
爆発の危険がある意味が転じて、紛争発生の危険性が高い地域のことを指すこともある。ヨーロッパの火薬庫、ヨーロッパの火薬樽（en:Powder keg of Europe）、ヨーロッパの火打ち箱（Europe's tinderbox）と呼ばれたバルカン半島、中東の火薬庫と呼ばれる旧パレスチナ周辺などがある。
火薬庫で火災が発生すると、爆発などの危険や周辺施設・住民への被害も伴うが、この比喩的な「火薬庫」でも紛争が発生すると周囲に問題がおよび易い。バルカン半島では民族問題や宗教問題を発火点として、周辺地域の同種問題の活性化といった問題を招く傾向があり、旧パレスチナ周辺では宗教問題や近代ではパレスチナ問題（→イスラエルとパレスチナ問題）などもあり、これら問題は原油価格などを通じて世界的な問題をも誘発させる。
例えば、バルカン半島において発生したサラエボ事件は、第一次世界大戦を誘発させ、近代化された軍隊同士の衝突が長期化、様々な化学兵器を含む近代兵器が実戦投入され膨大な戦死者を発生させた。また、戦域が通常の戦場だけではなく市街地まで広がり、市街戦にまで発展したため、一般市民にも多数の死傷者が発生したことや、国家規模の総力戦を強いられたことから、複数の国家にまたがって市民生活に多大な影響が出た最初の戦争となった。
こういった該当地域のみならず周辺地域、ひいては世界規模の問題を発生させる傾向から世界的にもこれら地域の情勢は懸案事項となっており、国際連合平和維持活動などの国際協力による「消火活動（比喩的な意味での）」も行われる。